# Esperanzah!
Esperanzah ! est un festival qui propose depuis 2002 une programmation variée faite d'artistes connus et moins connus. Il se déroule à l'abbaye de Floreffe, entre Charleroi et Namur en Belgique. Il est organisé par la coopérative Zah! qui a organisé également Verdur Rock (en 2015 et 2016) et le Jyva'Zik.

## Caractéristiques
Deux scènes sont déployées pour accueillir plus de 20 groupes. La scène "côté jardin" programme des artistes d'origines diverses fidèles à leurs racines ou proposant des projets musicaux qui allient des instruments, des rythmes et des mélodies de différentes traditions. La scène "côté cour", plus urbaine, propose davantage le mélange de genres entre rythmes traditionnels et musiques plus actuelles. Exemple d'artistes accueillis : Tryo, Manu Chao, Patti Smith, La Ruda Salska, Les Ogres de Barback, La Rue Ketanou, La Kinky Beat, Les Hurlements d'Leo, La Phaze, N&SK, Dub Incoroporation, Balkan Beat Box, Marcel et son Orchestre, Saule, Hocus Pocus, Fauve, etc. ...
Le festival propose aussi des projections cinématographiques, des créations d'artistes plasticiens, des conférences, des animations pour enfants, des artisans et restaurants du monde, des artistes de rue, un bar à cocktails équitable, la radio Esperanzah! 24h sur 24 et deux campings. Une sensibilisation au tri des déchets est également proposée au public.

## Histoire

### Affluence
Lors de sa première édition, en 2002, le festival accueille environ 10 000 spectateurs.
Pour l'édition 2008, on dénombre environ 27 000 festivaliers.
En 2013, on dénombrait près de 36 000 festivaliers et près de 46 000 en 2014.

## Radio Esperanzah!
Depuis l'édition 2004, Radio Esperanzah, une radio éphémère lancée par des personnes issues de radios libres du paysage de la Belgique francophone , couvre le festival, permettant ainsi aux internautes d'assister au festival.

## Programmation

### Édition 2024
- Date : 26, 27 et 28 juillet 2024
- Artistes[7] :
  - Scène Jardin : Xavier Rudd, Yamê, Queen Omega, Peet, Amadou & Mariam, Lucky Love, Dominique Fils-Aimé, Aluminé Guerrero, MC Solaar, Zaho de Sagazan, Flavia Coelho, Kin'Gongolo Kiniata, Walk on the Moon;
  - Scène Nova : Lalalar, Jean-Paul Groove, Baby Volcano, Aili, Hulk van JMF, KT Gorique, Sami Galbi, Porcelain ID, Acido Pantero, The Haze, Eloi, Naft, Akar Collectif, Ao, Turkish Kebap;
  - Scène Kokako : Ninguna Palabra, Femme au volant, De Cuyper vs De Cuyper;
  - Scène La Rugissante: Z&T, La Barakakings, Akira & Le Sabbat, Madam;
  - Scène Wakatay: Love & Salt, Desplumada, Old Dream, Desplumanda, Circus Time, The Blue Lodge;
  - Scène Turbine: Gros Malin, DJ Brebis, Honey Golden, Big Bad Bruce, C-TMB, Sils Ruhne, Berdy, Huji, Woods, Nidrev, Matho, Flynn, Kôma, Fromnow, Nikita, Très beau paradis fiscal, L4U, Gomar, BB Fat, Harold MP1, Disjoli, Aza et Cool...Kids;
  - Village des possibles: Lorenzo Mancini, Régis Canon, Les vedettes du terroir, Ilona, Siham Bouzerda, Régis Canon, Moana, Lou K, Les vedettes du terroir, Anthony Circus, Lola d'Estienne, Hugo Simon, Bénin, Régis Canon, Les vedettes du terroir, Araponga;
  - Sur Site: Gustave Brass Band[8]